# Anna Carlsten (född 1966)
Anna Christina Carlsten, född 15 juni 1966 i Västerleds församling, Stockholm, är en svensk skådespelare.

## Filmografi
| År   | Film                      |
| ---- | ------------------------- |
| 2009 | Barbieblues               |
| 2005 | Den sista hunden i Rwanda |
| 2022 | Dag för dag               |

| År   | Film                |
| ---- | ------------------- |
| 2007 | Arn: tempelriddaren |

| År   | Film                                          |
| ---- | --------------------------------------------- |
| 2010 | Snabba cash                                   |
| 2008 | Angel                                         |
| 2008 | Arn - riket vid vägens slut                   |
| 2006 | Två tennisskor                                |
| 2004 | Håkan Bråkan & Josef                          |
| 2001 | Eva & Adam - Fyra födelsedagar och ett fiasko |

| År   | Film         | Roll            |
| ---- | ------------ | --------------- |
| 2001 | Känd från tv | Stylist         |
| 1994 | Sixten       | Annas mor       |
| 1993 | Kådisbellan  | Kvinna på gatan |
| 1988 | Mimmi        | Ingela          |

| År   | Film               |
| ---- | ------------------ |
| 2006 | Annas bästa kompis |
| 2001 | Känd från tv       |
| 2008 | Allt flyter        |

| År   | Film          |
| ---- | ------------- |
| 1991 | Agnes Cecilia |

| År   | Film                              |
| ---- | --------------------------------- |
| 1999 | Vuxna människor                   |
| 1998 | Zingo                             |
| 1993 | Lotta 2                           |
| 1992 | Lotta på Bråkmakargatan           |
| 1991 | Stinsen brinner ... filmen alltså |

| År   | Film           |
| ---- | -------------- |
| 2006 | Två tennisskor |

| År   | Film                   |
| ---- | ---------------------- |
| 1990 | Nils Karlsson Pyssling |

| År   | Film            |
| ---- | --------------- |
| 1989 | Peter och Petra |

| År   | Film                                    |
| ---- | --------------------------------------- |
| 2002 | Klassfesten                             |
| 2001 | Familjehemligheter                      |
| 2001 | Festival                                |
| 2001 | Känd från tv                            |
| 1998 | Zingo                                   |
| 1996 | Juloratoriet                            |
| 1996 | Lilla Jönssonligan och cornflakeskuppen |

| År   | Film               |
| ---- | ------------------ |
| 2006 | Annas bästa kompis |

| År   | Film            |
| ---- | --------------- |
| 1994 | Sixten          |
| 1994 | Pillertrillaren |
| 1993 | Kådisbellan     |
| 1993 | Lotta 2         |

### Fotnoter
1. ↑  ”Anna Carlsten”. Svensk Filmdatabas. http://www.sfi.se/sv/svensk-filmdatabas/Item/?type=PERSON&itemid=57942&ref=%2ftemplates%2fSwedishFilmSearchResult.aspx%3fid%3d1225%26epslanguage%3dsv%26searchword%3danna+carlsten%26type%3dPerson%26match%3dBegin%26page%3d1%26prom%3dFalse. Läst 19 februari 2013.